# Shenmue (игра)
Shenmue (яп. シェンムー Сэнму:) — первая игра в одноимённой серии, выпущенная в 1999—2000 годах для приставки Dreamcast. Разработчик игры студия Sega AM2, издатель Sega. Руководитель проекта — геймдизайнер Ю Судзуки. 21 августа 2018 года игра была переиздана студией разработчиком d3t и издателем Sega. Новая версия игры поддерживает такие платформы как PlayStation 4, Xbox One, Windows.
В 2025 году BAFTA назвала Shenmue самой влиятельной видеоигрой в истории.

## Сюжет
Действие игры происходит в 1986 году в городе Йокосука, главный герой игры, Рё Хадзуки (芭月 涼 Хадзуки Рё:), по возвращении домой становится свидетелем смерти своего отца. Совершил коварное убийство некто Лан Ди (кит. трад. 蓝帝), перед этим силой забравший у отца Рё зеркало Дракона. Рё решает отомстить Лан Ди за смерть отца и отправляется в эпическое приключение по следам убийцы.
Пытаясь найти Лан Ди, Рё попадает во множество неприятных ситуаций, возникающих в большинстве из-за того, что Лан Ди довольно авторитетная личность в рядах якудзы. Но из большинства ситуаций Рё с трудом выходит при помощи друзей, удачи, либо с помощью драк.

## Геймплей

Снег в городе Йокосука.

Руководитель и продюсер Ю Судзуки специально для этой игры придумал новый жанр — FREE (Full Reactive Eyes Entertainment), то есть игрок может выполнять разные действия.
Одна из важных составляющих игры — драки. Основной стиль Рё — дзюдзюцу, но так как по ходу игры можно обучиться новым приёмам, то постепенно стиль драк становится смешанным. Так, например, среди приёмов есть элементы «уличного боя», айкидо, рестлинга и т. п.
Ещё одна особенность игры — обилие так называемых «Unlooked Scene», незаметных сцен, для проявления которых требуются определённые условия. Такой элементный геймплей встречается во многих играх, однако в Shenmue их очень и очень много. Эти сцены не влияют на сюжет игры.
Ю Судзуки ввёл новый геймплейный элемент, известный как Quick Time Events. Обычно игроку надо нажимать нужные кнопки, показанные на экране, чтобы совершить правильное действие.
Кроме драк, игрок может играть в мини-игры, такие как Space Harrier и Hang-On или в дартс, и т. д.
Игра имеет смену времён суток. Кроме того, в игре может идти дождь, снег и т. д.

### Паспорт
Во всех версиях игры есть диск под названием «Паспорт». В нём содержатся некоторые файлы игры: музыка, ролики и иконки для Visual Memory. Есть некоторые ролики, которые помогают игроку освоить игру.
Паспорт использовал поддержку онлайн-сервисов Dreamarena для Европы и SegaNet для Северной Америки. Однако на 1 января 2002 года все интернет-особенности паспорта стали недоступны.

## Разработка игры

Скриншот Saturn-версии игры.

Руководитель, сценарист и продюсер игры Ю Судзуки несколько раз в интервью заявлял, что на ранних этапах разработки в игре использовался традиционный RPG-стиль, основанный на сюжетной линии и персонажах серии игр Virtua Fighter. Главным героем вместо Рё Хадзуки изначально должен быть Акира из Virtua Fighter. Рё отличается от Акиры, но очень чёткое визуальное сходство между ними присутствует. По мере разработки игры, персонажи стали оригинальными и сюжетная линия отошла от Virtua Fighter.
Первоначально Shenmue была запланирована как «убийца» для консоли Sega Saturn. Хотя консоль была очень мощной для своего времени, с ней было трудно работать, и разработка игры шла очень медленно. Ю Судзуки отмечал, как трудно было получить максимальную отдачу от консоли, но он очень гордился качеством изображения на 32-битной системе. Первоначально игра должна была выйти на консоль Sega Saturn как смесь Virtua Fighter и RPG, но после провала консоли проект был остановлен. Тем не менее, Sega уже начала работу над созданием новой консоли под названием «Katana», позже переименованной в «Dreamcast», и работа по Shenmue быстро возобновилась с новой силой. В игре можно увидеть марку сигарет «Катана» — это название обозначает дань уважения прежнему названию.

### Project Berkeley
Когда Shenmue находилась в разработке, игра была известна как Project Berkley. В 1998 году Sega продемонстрировала демо-версию игры, чтобы показать особенности консоли Dreamcast.
Shenmue была одной из первых игр в мире в жанре интерактивное кино. Озвучивание было признано новаторским, так как были озвучены не только главные персонажи, но и неиграбельные. Кроме того, можно было поменять озвучивание. Каждый персонаж, независимо от того, была у него значительная роль в игре или нет, были прорисованы с детальной точностью. Игра также включает в себя кинематографические элементы игры, известные как Quick Time Events. Над созданием музыки трудились музыканты Юдзо Косиро и Такэнобу Мицуёси.

## Саундтрек
Музыка к Shenmue была написана музыкантами Юдзо Косиро и Такэнобу Мицуёси. Свой вклад также внесли музыканты Рюдзи Иути, Такэси Янагава и Осаму Мурата. Саундтрек был исполнен вживую на первом Концерте симфонической музыки в городе Лейпциг, Германия в 2003 году.
Всего было выпущено несколько альбомов, посвящённых игре. Первый из них Shenmue / Shenhua (яп. シェンムー / 莎花) был выпущен лейблом PolyGram 20 декабря 1998 года. В него входили только 2 трека, а сам альбом распространялся как рекламный подарок, приуроченный к Рождеству. Другой альбом изданный PolyGram, Shenmue Orchestra Version был выпущен 1 апреля 1999 года.
24 декабря 1999 года, в Японии, более 100 000 покупателей, заранее заказавшие игру, вместе с ней получали музыкальный альбом, более нигде не издававшийся. Он носил название Shenmue Jukebox (яп. シェンムー ジュークボックス Сэмму: Дзю:кубоккусу), был издан PolyGram KK и включал в себя 10 треков. 23 марта 2000 года лейблом EMI Music Japan был выпущен саундтрек игры Shenmue OST ~Chapter 1: Yokosuka~, или Shenmue OST (яп. シェンムー 一章 横須賀 オリジナルサウンドトラック Сэмму: ити сё: Ёкосука Оридзинару Саундоторакку). Он содержал в себе два компакт-диска и 39 композиций из игры.
| №                   | Название                                       | Музыка              | Длительность |
| ------------------- | ---------------------------------------------- | ------------------- | ------------ |
| 1.                  | «Shenmue Main Theme (シェンムー メインテーマ)» | Такэнобу Мицуёси    | 4:00         |
| 2.                  | «Shenhua’s Theme (莎花のテーマ)»               | Рюдзи Иути          | 3:45         |
| Общая длительность: | Общая длительность:                            | Общая длительность: | 7:45         |

| №                   | Название                                 | Текст песни         | Музыка                        | Исполнитель         | Длительность |
| ------------------- | ---------------------------------------- | ------------------- | ----------------------------- | ------------------- | ------------ |
| 1.                  | «Shenmue ~Sedge Tree~»                   |                     | Такэнобу Мицуёси, Хаято Мацуо |                     | 5:11         |
| 2.                  | «Shenhua ~Sedge Flower~»                 |                     | Рюдзи Иути, Хаято Мацуо       |                     | 3:55         |
| 3.                  | «Everlasting Earth»                      |                     | Цуёси Янагава, Хаято Мацуо    |                     | 4:13         |
| 4.                  | «Flag of the Lions»                      |                     | Цуёси Янагава, Хаято Мацуо    |                     | 3:06         |
| 5.                  | «The Sound of Waves in the Morning Haze» |                     | Тосиюки Ватанабэ, Хаято Мацуо |                     | 5:14         |
| 6.                  | «The Uninvited»                          |                     | Тадахиро Нитта, Хаято Мацуо   |                     | 6:01         |
| 7.                  | «Setting off Anew»                       |                     | Такэнобу Мицуёси, Хаято Мацуо |                     | 6:30         |
| 8.                  | «Shenhua ~Jiang Qing Ri Bao Hua Ge~»     | Юми Асада           | Рюдзи Иути, Хаято Мацуо       | IOLI                | 3:51         |
| Общая длительность: | Общая длительность:                      | Общая длительность: | Общая длительность:           | Общая длительность: | 38:01        |

| №                   | Название                            | Текст песни         | Музыка              | Исполнитель         | Длительность |
| ------------------- | ----------------------------------- | ------------------- | ------------------- | ------------------- | ------------ |
| 1.                  | «You’re My Only»                    | Ясуси Акимото       | Цугутоси Гото       | Kuming              | 4:31         |
| 2.                  | «YOKOSUKA»                          | Ясуси Акимото       | Цугутоси Гото       | Kuming              | 4:46         |
| 3.                  | «You’re My Only (Original Karaoke)» |                     |                     |                     | 4:29         |
| Общая длительность: | Общая длительность:                 | Общая длительность: | Общая длительность: | Общая длительность: | 13:46        |

| №                   | Название            | Музыка              | Длительность |
| ------------------- | ------------------- | ------------------- | ------------ |
| 1.                  | «Heart Beats»       |                     | 1:13         |
| 2.                  | «Hip De Hop»        | Юдзо Косиро         | 3:36         |
| 3.                  | «GoGo»              |                     | 2:09         |
| 4.                  | «Like a Feeling»    |                     | 3:25         |
| 5.                  | «Antiquity Tree»    | Такэнобу Мицуёси    | 1:31         |
| 6.                  | «Flower Girl»       | Рюдзи Иути          | 1:41         |
| 7.                  | «Dandy Old Man»     |                     | 2:34         |
| 8.                  | «Liquor»            |                     | 2:45         |
| 9.                  | «Boz Nov»           |                     | 1:17         |
| 10.                 | «MJQ»               |                     | 3:19         |
| Общая длительность: | Общая длительность: | Общая длительность: | 23:30        |

| №                   | Название                              | Музыка              | Длительность |
| ------------------- | ------------------------------------- | ------------------- | ------------ |
| 1.                  | «Shenmue»                             | Такэнобу Мицуёси    | 3:59         |
| 2.                  | «Shenhua»                             | Рюдзи Иути          | 3:01         |
| 3.                  | «Departure on a New Trip»             | Такэнобу Мицуёси    | 6:19         |
| 4.                  | «Encounter With Destiny»              | Осаму Мурата        | 3:29         |
| 5.                  | «Christmas on Dobuita Street»         | Рюдзи Иути          | 5:53         |
| 6.                  | «The Sadness I Carry on My Shoulders» | Юдзо Косиро         | 2:53         |
| 7.                  | «Cherry Blossom Wind Dance»           | Осаму Мурата        | 1:40         |
| 8.                  | «Nozomi and Ryo»                      | Осаму Мурата        | 3:56         |
| 9.                  | «Rain»                                | Осаму Мурата        | 1:03         |
| 10.                 | «Daily Agony»                         | Юдзо Косиро         | 2:18         |
| 11.                 | «Tears of Separation»                 | Рюдзи Иути          | 3:01         |
| 12.                 | «Sadness and Hope»                    | Рюдзи Иути          | 2:34         |
| 13.                 | «Dawn»                                | Осаму Мурата        | 2:18         |
| 14.                 | «Departure»                           | Рюдзи Иути          | 0:54         |
| 15.                 | «Nozomi’s Confession»                 | Осаму Мурата        | 4:21         |
| 16.                 | «Antiquity Tree»                      | Такэнобу Мицуёси    | 6:21         |
| 17.                 | «Flower Girl»                         | Рюдзи Иути          | 2:18         |
| 18.                 | «Departure on a New Trip»             | Такэнобу Мицуёси    | 6:08         |
| 19.                 | «Shenmue~Sedge Tree»                  | Такэнобу Мицуёси    | 6:21         |
| 20.                 | «Shenhua ~Sedge Flower~»              | Рюдзи Иути          | 8:08         |
| Общая длительность: | Общая длительность:                   | Общая длительность: | 67:22        |

| №                   | Название                                    | Текст песни         | Музыка              | Исполнитель         | Длительность |
| ------------------- | ------------------------------------------- | ------------------- | ------------------- | ------------------- | ------------ |
| 1.                  | «Snowy Scenery»                             |                     | Рюдзи Иути          |                     | 3:34         |
| 2.                  | «Snowy Scenery» (Версия №2)                 |                     | Рюдзи Иути          |                     | 3:33         |
| 3.                  | «Separated From Yokosuka»                   |                     | Рюдзи Иути          |                     | 2:27         |
| 4.                  | «Departure For Hope»                        |                     | Осаму Мурата        |                     | 4:50         |
| 5.                  | «To Fly Vacantly, Like An Eagle»            |                     | Осаму Мурата        |                     | 3:33         |
| 6.                  | «Memories of Distant Days»                  |                     | Осаму Мурата        |                     | 3:50         |
| 7.                  | «Memories of Distant Days» (Версия №2)      |                     | Осаму Мурата        |                     | 2:40         |
| 8.                  | «The Place Where the Suns Sets»             |                     | Осаму Мурата        |                     | 3:56         |
| 9.                  | «The Place Where the Suns Sets» (Версия №2) |                     | Осаму Мурата        |                     | 4:03         |
| 10.                 | «Working Man»                               |                     | Осаму Мурата        |                     | 2:18         |
| 11.                 | «Snack Linda Theme»                         |                     | Осаму Мурата        |                     | 3:01         |
| 12.                 | «Nightmare»                                 |                     | Осаму Мурата        |                     | 2:34         |
| 13.                 | «Receive a Skill to Succeed»                |                     | Юдзо Косиро         |                     | 2:02         |
| 14.                 | «Hip De Hop»                                |                     | Осаму Мурата        |                     | 1:54         |
| 15.                 | «Secret of a Warehouse»                     |                     | Осаму Мурата        |                     | 4:21         |
| 16.                 | «Revenge of a Sailor»                       |                     | Осаму Мурата        |                     | 6:21         |
| 17.                 | «Earth and Sea»                             |                     | Рюдзи Иути          |                     | 2:18         |
| 18.                 | «Wish…»                                     | Юми Асада           | Рюдзи Иути          | Юмико Ямамото       | 5:08         |
| 19.                 | «Wish…» (Версия для караоке)                |                     |                     |                     | 4:51         |
| Общая длительность: | Общая длительность:                         | Общая длительность: | Общая длительность: | Общая длительность: | 59:02        |

## Оценки и мнения
| Сводный рейтинг                     | Сводный рейтинг |
| Агрегатор                           | Оценка          |
| ----------------------------------- | --------------- |
| GameRankings                        | 89,34 %         |
| Metacritic                          | 88/100          |
| MobyRank                            | 90/100          |
| Иноязычные издания                  |                 |
| Издание                             | Оценка          |
| AllGame                             | [ 13 ]          |
| Edge                                | 8/10            |
| EGM                                 | 8,66/10         |
| Eurogamer                           | 9/10            |
| GamePro                             | [ 17 ]          |
| GameRevolution                      | A-              |
| GameSpot                            | 7,8/10          |
| IGN                                 | 9,7/10          |
| Gaming Target                       | 10/10           |
| Official Dreamcast Magazine (UK/US) | 10/10           |
| RPG Fan                             | 68 %            |

Shenmue получила в целом высокие оценки от критиков. На Game Rankings игра имеет рейтинг в 89 %, но критики резко разделились: многие принимали игру как шедевр, другие сочли её потворствующей своим желаниям и скучной. Gaming Target, который дал игре идеальные 10 из 10 баллов, описали визуальную часть Shenmue как «величайшую внутриигровую графику, из всех, что когда-либо видели на консоли».
Менее благоприятный отзыв оставил журнал RPG Fan, поставив оценку в 68 %, написав что «Shenmue действительно тестовая игра. Мир и её сложность безупречны, вероятно самый впечатляющий, реальный и интерактивный мир, который я когда-либо видел». Игра получила премию за «совершенство для интерактивного искусства» в 2000 году на фестивале «Media Arts».
В некоторых обзорах главным недостатком игры называли её темп, жалуясь, что он слишком медленный. Особенно это подчеркнул сайт GameSpot в своём обзоре. Несколько других критиков за геймплей дали игре высокую оценку. В США и Великобритании в журнале Official Dreamcast Magazine присудили игре максимальную оценку в 10 баллов из 10 возможных.
В 2012 году сайт GamesRadar поместил Shenmue на 4 место в списке «Лучших игр для Dreamcast всех времён».

### Продажи
Учитывая высокие издержки в период разработки, Shenmue провалилась по продажам. Согласно IGN, «для того чтобы игра, которая стоит беспрецедентные 70 миллионов долларов, окупилась, владельцам Dreamcast нужно было бы приобрести по две копии для того, чтобы Sega получила прибыль». Игра была на 4-м месте по продажам на консоль Dreamcast и одной из шести игр, которые были проданы более 1 миллиона копий.
На Game Developers Conference в 2011 году Ю Судзуки заявил, что бюджет игры в 70 миллионов долларов был преувеличен Sega и сказал, что бюджет игры составил всего 47 миллионов долларов.

## Адаптации
20 января 2001 года в кинотеатрах Японии был выпущен фильм Shenmue: The Movie. Он длится 90 минут. Фильм в значительной степени имеет связь с Shenmue и использует ролики из игры, а также несколько новых, чтобы связать игру и фильм вместе. Позже фильм вошёл в комплект с игрой Shenmue II для консоли Xbox.
6 февраля 2022 года вышел 13-серийный аниме-сериал «Shenmue: The Animation» от Crunchyroll и Adult Swim, основанный на оригинальной серии игр и кроме основного сюжета включающий в себя рассказ о жизни главного героя до трагического события.

### What’s Shenmue?
What’s Shenmue? представляет собой демо-версию игры Shenmue. Она была доступна для сделавших предварительный заказ на игру. Версия для журнала Famitsu имела оранжевую обложку, в отличие от синей, которую получили подписчики. Диск также включает в себя 4 фильма, включённые в паспорт игры Shenmue, где объясняются аспекты игры.

## Переиздание
14 апреля 2018 года издатель компьютерных игр Sega поделился с сайтами про компьютерные игры новостями, что в этом году выйдет сборник игр Shenmue I & II, разработчиками переиздания игр будет студия d3t. Сами же обновлённые игры будут отличаться от оригинала поддержкой современных консолей (PlayStation 4, Xbox One) и ПК (Windows), улучшенным интерфейсом, возможностью выбора озвучки (которых теперь будет две, английская и японская) и схемы управления (оригинальной и новой). В июле 2018 года в цифровых магазинах Windows Store и PlayStation Store появилась дата выхода 21 августа 2018 года, в этом же месяца издатель подтвердил, что игры выйдут в этот строк. Сборник вышел в срок.